# Сомова, Светлана Александровна
Со́мова, Светла́на Алекса́ндровна (1915, Петроград — 1989) — русская и советская поэтесса, переводчик.

## Биография
Сомова Светлана Александровна родилась в 1915 году в городе Петрограде (ныне — Санкт-Петербург). Детство её прошло в Ташкенте, где С. Сомова училась в школе, затем в САГУ.

## Творчество
Писала стихи с детства, много лет работала в газете, в качестве корреспондента объехала весь Советский Восток. Творческая деятельность С. Сомовой связана со Средней Азией. В Ташкенте вышли четыре сборника её стихотворений, ей принадлежат многие переводы стихов узбекских поэтов, узбекского народного эпоса «Тахир и Зухра» и «Кунтугмыш», а также перевод кара-калпакского эпоса «Сорок девушек». Светлана Сомова была редактором антологии узбекской поэзии.
В 1956 Светлана Сомова работала над переводами на русский язык произведений киргизских поэтов М. Джангазиева, К. Акаева, народного сказания об охотнике Коджоджаше и эпоса «Эр-Тоштюк».
Светлана Сомова окончила Высшие литературные курсы при Союзе Советских писателей, совершила путешествие по Европе, закончила и выпустила сборник «Встречный Ветер».

### переводы
- М. Ташмухамедов (Айбек). Девушки : Поэма / Авториз. пер. с узб. С. Сомовой. — Ташкент: «Госиздат УзССР, 1948. — 47 с.
- Г. Гулям. Стихи (Разделы: Во имя коммунизма; Моя золотая земля; Молодым друзьям; Стихи о маленьких солнышках) / Пер.: С. Сомова и В. Липко; Отв. ред. С. А. Левитина. — Ташкент: «Госиздат УзССР», 1949. — 116 с.
- Х. Алимджан. Симург : Сказка / Пер. с узб. С. Сомовой ; Ред. и послесл. А. Дейча ; Худож. В. Алфеевский. — Москва: «Детгиз», 1951. — 64 с.
- С. Каралаев. Сорок девушек : Каракалпак. эпос : Записано со слов нар. певца Кара-Калпакии Курбанбая Тажибаева / Перевела и обработ. для юношества С. Сомова; Предисл. Л. Климовича; Худож. В. Алфеевский. — Москва: «Детгиз», 1952. — 272 с.
- Ш. Юсупов. Россия : Поэма / Перевела с узб. С. Сомова. — Ташкент: «Гослитиздат УзССР», 1957. — 53 с.
- Г. Гулям. Тургун и утка : Стихи / Пер. с узб. С. Сомовой; Ил.: М. Рейх. — Ташкент: «Гослитиздат УзССР», 1957. — 8 с.
- С. Каралаев. Эр-Тоштюк : Кирг. нар. эпос / Сказитель Саякбай Каралаев; Перевела С. Сомова. — Фрунзе: «Киргизгосиздат», 1958. — 210 с.
- Т. Уметалиев. Весенние струны : Стихотворения и поэмы / Пер. с кирг. С. Сомовой и В. Семёнова. — Фрунзе: «Киргизгосиздат», 1961. — 312 с.
- Ш. Юсупов. Две скалы : Поэма / Перевела с узб. С. Сомова. — Ташкент: «Гослитиздат УзССР», 1964. — 59 с.
- Д. Абилев. Радуга : Стихи / Авториз. пер. с каз. С. Сомовой. — Москва: «Советский писатель», 1966. — 115 с.

## Награды
За заслуги в области литературы Светлана Сомова была награждена двумя орденами «Знак Почёта» (в т.ч. 06.12.1951).